# Peter Molnar
Peter Hale Molnar (* 25. August 1943 in Pittsburgh, Pennsylvania; † 23. Juni 2022) war ein US-amerikanischer Geologe und Geophysiker.

## Leben
Molnar studierte am Oberlin College mit dem Bachelor-Abschluss 1965 und wurde 1970 in Geologie und Seismologie an der Columbia University promoviert. Er forschte damals am Lamont-Doherty Earth Observatory der Columbia University. Von 1971 bis 1973 war er als Post-Doktorand an der Scripps Institution of Oceanography und 1973 als Austauschwissenschaftler in der Sowjetunion. 1974 wurde er Assistant Professor und später Professor am Massachusetts Institute of Technology. Er war Professor an der University of Colorado in Boulder. 1975 wurde er Sloan Research Fellow. 1986/87 war er an der Universität Grenoble und 1988/89 als Royal Society Fellow an der University of Oxford.
Er befasste sich mit Tektonik zum Beispiel des Himalaya in Tibet, von China und den Anden, und Wechselwirkungen von Klima und Tektonik (Gebirgsbildung) sowie Klima und Erosionsraten, Erdbeben-Mechanismen, ozeanische Plattentektonik und Hot Spots. In der Tektonik Asiens mit dem dominierenden Phänomen der Kollision des indischen Subkontinents mit Auswirkungen von China, Indonesien bis zum Baikal, arbeitete er seit den 1970er Jahren viel mit Paul Tapponnier zusammen.
2014 erhielt er den Crafoord-Preis für Geowissenschaften für seine wissenschaftliche Beiträge zum Verständnis der treibenden Kräfte hinter den Plattenbewegungen und der Stellung der Kontinente in der Erdentwicklung.

## Schriften
- The geologic evolution of the Tibetan plateau, American Scientist, 77, 1989, 350–360.
- The geologic history and structure of the Himalaya, American Scientist, 74, 1986, 144–154.
- The structure of mountain ranges, Scientific American, Juli 1986.
- Continental tectonics in the aftermath of plate tectonics, Nature, Band 335, 1988, S. 131–137.
- mit Tapponnier: The collision between India and Eurasia, Scientific American, April 1977.
- mit P. England: Late Cenozoic uplift of mountain ranges and global climate change: chicken or egg?, Nature, 346, 1990, S. 29–34.
- mit Tapponnier: Cenozoic tectonics of Asia: Effect of a continental collision: Science, Band 189, 1975, S. 419–425.
- mit Tapponnier: Active tectonics of Tibet: Journal of Geophysical Research B: Solid Earth, Band 83, 1978, S. 5361–5375.
- mit Tapponnier: A possible dependence of tectonic strength on the age of the crust in Asia: Earth and Planetary Science Letters, Band 52, 1981, S. 107–114.
- mit Tapponnier: Active faulting and Cenozoic tectonics of the Tien Shan, Mongolia and Baykal regions: Journal Geophysical Research, Band 84, 1979, B7, S. 3425–3459.
- mit Tapponnier: Slip-line field theory and large-scale continental tectonics, Nature, 264, 1976, S. 319–324.
- mit Tanya Atwater: Relative motion of hot spots in the mantle, Nature, 246, 1973, 288–291.
- mit Valentin Semenovich Burtman: Geological and geophysical evidence for deep subduction of continental crust beneath the Pamir, Geological Society of America 1993.